# Манджур (транспортное судно)
«Манджур» (рус. дореф. «Манджуръ») — транспорт Сибирской флотилии Российского Императорского флота.
Все годы службы транспорт курсировал между тихоокеанскими портами России, Японии, Китая и Америки, перевозя грузы. Доставлял продовольственное снабжение, строительные материалы, смену постовых команд, порох и патроны в строящиеся посты в бухтах Приморья, Сахалина, Камчатки, Хабаровского края. Совершал опись берегов Дальнего Востока, был в научных гидрографических, топографических и геодезических экспедициях. В 1860 году именно с транспорта «Манджур» был высажен отряд, основавший пост Владивосток.

## Строительство
Транспорт заказан Российским правительством через капитан-лейтенанта А. Е. Кроуна за 259215 рублей 23,5 копейки для нужд Дальнего Востока. Построен и спущен на воду в Бостоне (Северо-Американские Соединённые Штаты), в июне 1858 года, строитель Куртис. В 1858 году с американским экипажем под командованием капитана Томпсона, имея на борту два паровых молота, землечерпалку и 500 пудов машинного масла, перешел из Бостона в Гонконг, а оттуда под командованием капитана Эллиота перешел в Николаевск (ныне Николаевск-на-Амуре). Принял транспорт под своё командование лейтенант Сибирского флотского экипажа А. К. Шефнер.

## Конструкция
«Манджур» представлял собой парусно-винтовой барк.
Корабль трехмачтовый с плоским дном, водоизмещением 816 тонн; длина — 80 метров, ширина — 14,8 метра; осадка с грузом — 5,1 метра, без груза — 3,4 метра; скорость — до 9,5 узлов; установлен ручной шпиль. Экипаж: пять офицеров и 86 человек нижних чинов. Машина мощностью 370 л. с.; на вооружении до 1860 года были три 12-фунтовых медных десантных орудия и одна 24-фунтовая пушко-карронада; он был оснащен 14-весельным баркасом, весельным вельботом, 12-весельным катером, 6-весельной гичкой и 4-весельным спасательным ботом. Транспорт имел современное по тем временам штурманское оборудование, самые последние карты и навигационные пособия для плавания в Японском море.

## История службы

### 1859 год
Транспорт «Манджур» вошел в состав Сибирской флотилии наряду с пароходокорветом «Америка», паровым транспортом «Японец», винтовой шхуной «Восток», 5-пушечным пароходом «Амур» и паровым ботом «Суйфун» во главе которой стоял «командир Сибирской флотилии и портов Восточного океана» контр-адмирал П. В. Казакевич.
С 11 (23) мая 1859 года, с началом навигации, транспорт совершил несколько рейсов между Николаевском, Де-Кастри, Дуэ, Ольгой, Косуно, Новой Императорской гаванью (ныне Советская Гавань). Занимался проводкой судов от Татарского пролива через мели в Николаевск, а также осуществлял грузопассажирские перевозки в Амурском лимане. В один из рейсов, выполняя перевозку грузов во внутренней части залива Посьета сел на мель и был снят с неё при помощи транспорта «Японец». 3 (15) июня 1859 года доставил из Николаевска-на-Амуре в гавань Де-Кастри (ныне Залив Чихачёва) генерал-губернатора Восточной Сибири графа Н. Н. Муравьёва-Амурского. C 5 июня переход в порт Хакодате в составе пароходо-корвета «Америка», транспорта «Японец», корветов «Воевода» и «Боярин», клиперов «Стрелок» и «Пластун» для встречи с клипером «Джигит», прибытие 15 июня. Этим же днём «Америка», «Манджур», «Японец» и «Воевода» отправились в южные гавани и вскоре встретились с корветом «Новик» у выхода из Гамеленова пролива (ныне пролив Босфор Восточный). После недолгой стоянки отряд в составе транспортов «Манджур», «Японец» и корвета «Новик» («Америка» и «Воевода» отправились туда ранее) продолжил следовать в залив Посьета, куда прибыл 23 июня с припасами и углем. В течение двух дней экипажами всех кораблей производился промер глубин у входа в гавань, и велись наблюдения за приливами. Начальник геодезической экспедиции К. Ф. Будогосский был послан в Пекин к генерал-майору Н. П. Игнатьеву с новой картой и вновь выработанными сведениями для переговоров с властями империи Цин о пограничной линии определённой Айгунским договором, и 25 июня корабли ушли из залива, оставив на берегах бухты два отряда экспедиции К. Ф. Будогосского — один, хорунжия Даржитарова, — другой поручика А. Ф. Усольцева. На зимовку транспорт перешёл в Николаевск 20 октября.

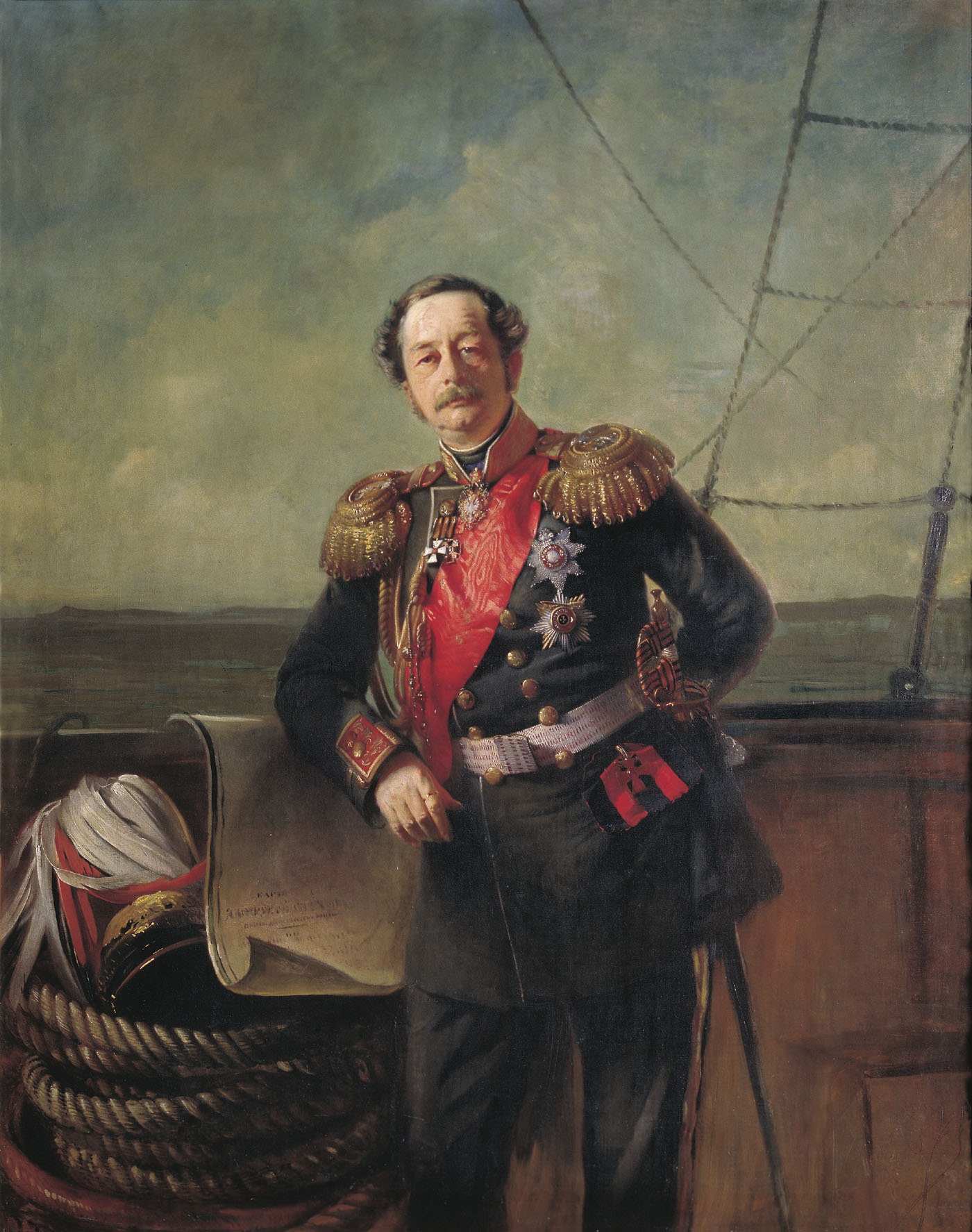
Граф Николай Николаевич Муравьёв-Амурский

В ходе экспедиции 1859 года граф Н. Н. Муравьёв-Амурский обратил особое внимание на ранее открытую и нанесенную английскими моряками на карты хорошо укрытую бухту Порт Мэй (англ. Port May, ныне Золотой Рог) в заливе Виктория (англ. Victoria, ныне заливе Петра Великого) и приказал с началом навигации 1860 года основать на её берегу военный пост Влади-Восток.

«…должна будет выступить в море под личным Вашим начальством и исполнить нижеследующие главнейшие предложения: 1) занять и укрепить два пункта для небольших команд в гаванях Новгородской и Влади-Восток, в заливе Петра Великого…»
«…Предлагаю Вашему Превосходительству взять для десанта на суда Вашей эскадры только одну роту линейного батальона с положенным числом стрелков и разместить её поровну в укрепленных постах, которые Вы имеете честь основать в гаванях Влади-Восток и Новогородской…»— Из приказа на имя военного губернатора контр-адмирала Петра Казакевича

### 1860 год

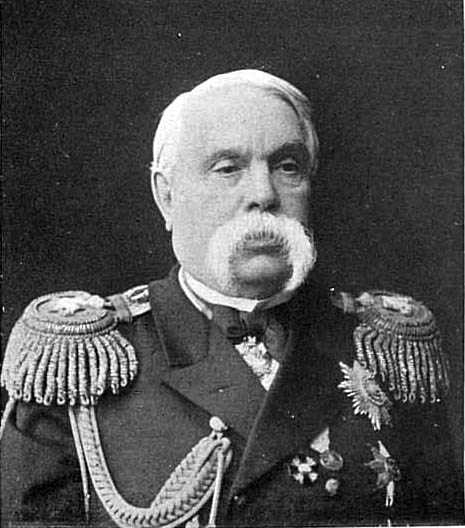
Пётр Васильевич Казакевич

Отправка к берегам Золотого Рога именно транспорта «Манджур» П. В. Казакевичем была вынужденной. Так как транспорт «Японец» находился в Японии в распоряжении у капитана 1-го ранга И. Ф. Лихачёва, транспорт «Байкал» стоял брандвахтенным постом в бухте Святой Ольги под началом лейтенанта А. С. Маневского, а шхуна «Восток» вместе с экспедицией В. М. Бабкина занималась постановкой по южному фарватеру бочек и других морских знаков, а также обследованием береговых партий заливов Ольги и Владимира. В 1860 году за отличие в военных действиях А. К. Шефнер был произведён в капитан-лейтенанты.
В приказе от 10 (22) мая 1860 года говорилось: Винтовому транспорту «Маньчжуръ», окончившему вооружение, согласно донесению командира, завтрашнего числа поднять флаг и вымпел, начав морское довольствие, а в четверг отправиться к мысу Чныррах и принять там строительные материалы для постов в южных гаванях. Одна из записей шханечного журнала за 1860 год начинается так:

«В 12 день майя 1860 года… (неразборчиво)… верхних палах Николаевского рейда пополуночи. Случаи. Ветер свежий, облачно. В 8 часов вследствие предписания Господина Командира Сибирской флотилии и портов Восточного океана от 10 числа сего месяца за (неразборчиво) подняли флаг… На транспорте состоят: Командир оного 27-го флотского Экипажа Капитан-Лейтенант Алексей Карлович Шефнер; того же Экипажа Лейтенант Николай Александрович Кононов и мичман Василий Васильевич Козицкий; Корпуса Штурманов Прапорщик Михаил Кузьмич Дегтинский; Вольный Механик Карл Осипович Нюссер… Унтер-офицеров 6, рядовых 61, машинистов и кочегаров 18, фельдшер 1… Транспорт имеет три мачты, три (неразборчиво) пушки карронады весом каждая 96 ½ пуд.; машину в 370 нарицательных сил низкого давления. Транспорт имеет вместимости 800 тонов… (далее идет перечисление такелажа). …принято из порту для продовольствия команды: Сахару 19 пуд. 5 ф. 60 зол.; Чаю 23 фун. 1/3 зол.; Табаку 7 пуд. 35 ф. и Мыла 8 пуд. 37 фун.»— Шханечный журнал военного транспорта «Маньчжуръ»
12 (24) мая 1860 года, как только Амур освободился ото льда, на транспорт прибыл чиновник особых поручений при генерал-губернаторе есаул Б. К. Кукель. В этот же день для прохождения практики поступили на транспорт воспитанники Николаевского мореходного училища Чупров, Чернов и Дунаев. Транспорт вышел к Чныррах, где приготовили к погрузке на транспорт строительные материалы: строевой лес, балки, брусы, доски, плахи, горбыли и инструменты для основания постов во Владивостоке и в Новгородской гавани. После окончания погрузки транспорт перешел на Николаевский рейд, где погрузка строительных материалов продолжилась. Также на транспорт погрузили лошадей, коров и быков для постов в бухтах Ольга и Посьета. 24 мая (5 июня) 1860 года на транспорт прибыл прапорщик Комаров Николай Васильевич, 31 мая — доктор коллежский советник Триббе и корпуса флотских штурманов прапорщик Погорельский. 1 (13) июня 1860 года на транспорте появился фельдшер Назаров, назначенный в гавань Посьета. Прибыли также два унтер-офицера — флотские топографы Кудрин и Лисученко, которых нужно было доставить в Ольгу. 2 (14) июня 1860 года транспорт снялся с Николаевского рейда, и вышел из устья Амура.

«…По рапорту транспорт и команда обстоят благополучно, больных два матроза и 14 солдат с 4 Линейного баталиона. Воды в транспорте 5 дюймов по выкачке… В ½ 10 снялись с якоря и пошли в порт Дуэ. В ½ 12 поставили паруса: Фор-Стаксель, Стаксель, Кливер и Бом-Кливер, Триселя, Бизань и Грот…».— Шханечный журнал военного транспорта «Маньчжуръ»

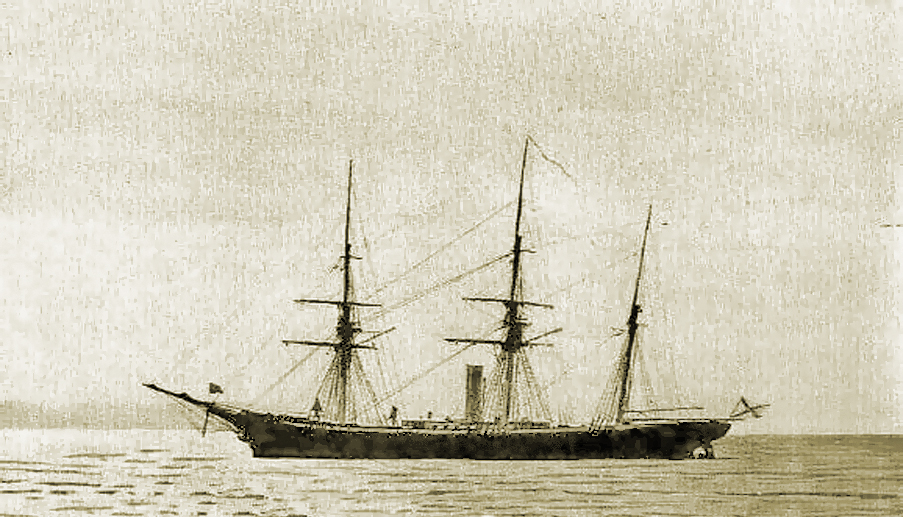
«Манджур» в Японском море

Первая остановка случилась в Дуэ для пополнения запаса воды, затем транспорт взял курс к югу вдоль побережья современного Приморья. Вторая остановка была в бухте Ольга — с транспорта сошли флотские топографы, а на транспорт с поста было погружено несколько пудов говядины. 19-го утром «Манджур» снялся на порт Влади-Восток.
На пути транспорт попал в шторм, и шел при сильном волнении моря под парусами, так как машина вышла из строя. 20 июня (2 июля) 1860 года «Манджур» под командованием А. К. Шефнера доставил на северный берег бухты Золотой Рог отряд солдат из третьей роты 4-го Восточно-Сибирского батальона под командованием прапорщика Н. В. Комарова, положивших начало основания поста Владивосток.

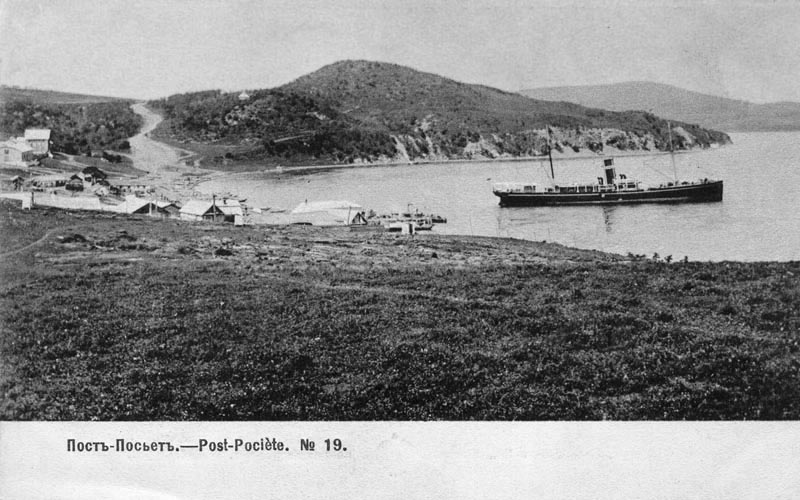
Посьет, 1900-е годы

«…Того же июня 20 дня пополудни. Случаи. Часы 12. Ветр тихий. Ясно. Высота бар. 30,01 по тер. 13 ½. Сего числа свезено на берег: ящик с амуницией — 1; бочек с мясом — 4; пеньки 25 пуда; Муки ржаной 29 пуда; Крупы 4 пуда; ящик с ружьями — 1; Патронов 2160 штук, Котлов чугунных 3; веревок 5 пуд. 20 ф.; Листового железа 50 листов; Невод 1; Лошадь 1 и быков 2. В 12 ч. воды в транспорте 24 дюйма. Сего числа отправлено на берег 1 обер-офицер, 2 унтер-офицера и 28 ч. рядовых с 4 Линейного баталиона для занятия поста…»— Шханечный журнал военного транспорта «Маньчжуръ»

Памятный знак на месте высадки основателей поста Владивосток

Во многих источниках значится, что для строительства поста Владивосток на берег было высажено от 35 до 40 человек, однако из записи мичмана В. В. Козицкого сделанного в шханечном журнале, видно что на берег отправлено 31 человек. Разница заключается в том, что вместе с грузом на берег были отправлены ещё люди для восстановления сил, которых сильно укачало в пути. Позже они вернулись на борт и участия в строительстве поста Владивосток не принимали. Экспедиция продолжилась дальше в залив Посьета.
21 июня (3 июля) 1860 года в 18 часов «Манджур» встал на якорь в одной из бухт залива Посьета. Членам экспедиции не было известно о том, что пост под началом П. Н. Назимова уже был выставлен на этом месте 11 апреля 1860 года капитаном 1-го ранга И. Ф. Лихачёвым с транспорта «Японец». И встреча с этим отрядом была полной неожиданностью. Главным для дискуссии стал вопрос о месте основания поста. Предписывалось обосновать пост в бухте Новгородской (до экспедиций 1859 года Порт Луи), но из-за неточных сведений какая именно бухта залива Посьета является Новгородской, развернулся спор между командиром «Манджура» А. К. Шефнером, адъютантом есаулом Б. К. Кукелем и командиром роты И. Ф. Черкавским. Позже П. Н. Назимов написал в своем дневнике: «Прибыв в залив, карту положили на стол… и давай смотреть, которая бухта Новгородская, от которого мыса надо её считать; решили считать с того места, где поставлена первая буква „Н“. От этой буквы и начали искать место…» «…Шефнер и предложил занять лагерь ближе к угольной ломке; тогда адъютант сказал ему, что он имеет приказание поставить пост в гавани Новгородской, а уголь находится в бухте Экспедиции, а потому этого сделать нельзя…». Сменив несколько раз якорные места в разных бухтах, наконец место для поста было выбрано. 26 июня с корабля стали выгружать строевой лес и продовольствие, а 27-го были «свезены на берег — 1 обер-офицер, 4 у. о. линейного № 4 батальона, 1 фельдшер, 1 денщик и 50 рядовых». На следующий день на транспорт начали грузить заготовленный уголь, а команда помогала солдатам поста устраиваться на новом месте.
1 (13) июля 1860 года «Манджур» снялся с якоря, чтобы идти в пост Владивосток. Но на выходе из залива Посьета встретился с идущим под флагом контр-адмирала П. В. Казакевича пароходо-корветом «Америка», который подал сигнал — следовать за ним. В этот же день оба корабля вошли в Новгородскую гавань и стали на якорь. 3 июля, после того как с «Манджура» было перегружено на «Америку» 400 мешков каменного угля, оба корабля перешли в бухту Экспедиции, где в течение нескольких дней всеми средствами помогали И. Ф. Черкавскому с началом разработок угля. И только после этого «Манджур» ушел во Владивосток, куда прибыл 7 июля, где Б. К. Кукель и доктор Триббе сошли на берег. 11 июля «Манджур» покинул Владивосток отправившись в Николаевск-на-Амуре, на пути зайдя в бухту Ольга и Императорскую гавань для того, чтобы забрать оттуда людей, уволенных в бессрочный отпуск.
16 (28) декабря 1860 года при переходе из Императорской гавани в Южные гавани, паровая машина дала сбой, и часть пути транспорт прошёл под парусами.

### 1861—1863 года
В сентябре 1861 года Военный губернатор Приморской области в сентябре выслал «Манджур» к Сахалину к клиперу «Гайдамак», который 28 августа сел на мель у Дуэ, с тем, чтобы доставить новые предписания командиру клипера капитан-лейтенанту А. А. Пещурову, а также провизию, зимнюю одежду и строительные материалы для команды клипера. Также на транспорте к месту аварии были отправлены военный инженер штабс-капитан Овсеенко и корабельный инженер подпоручик Титов.

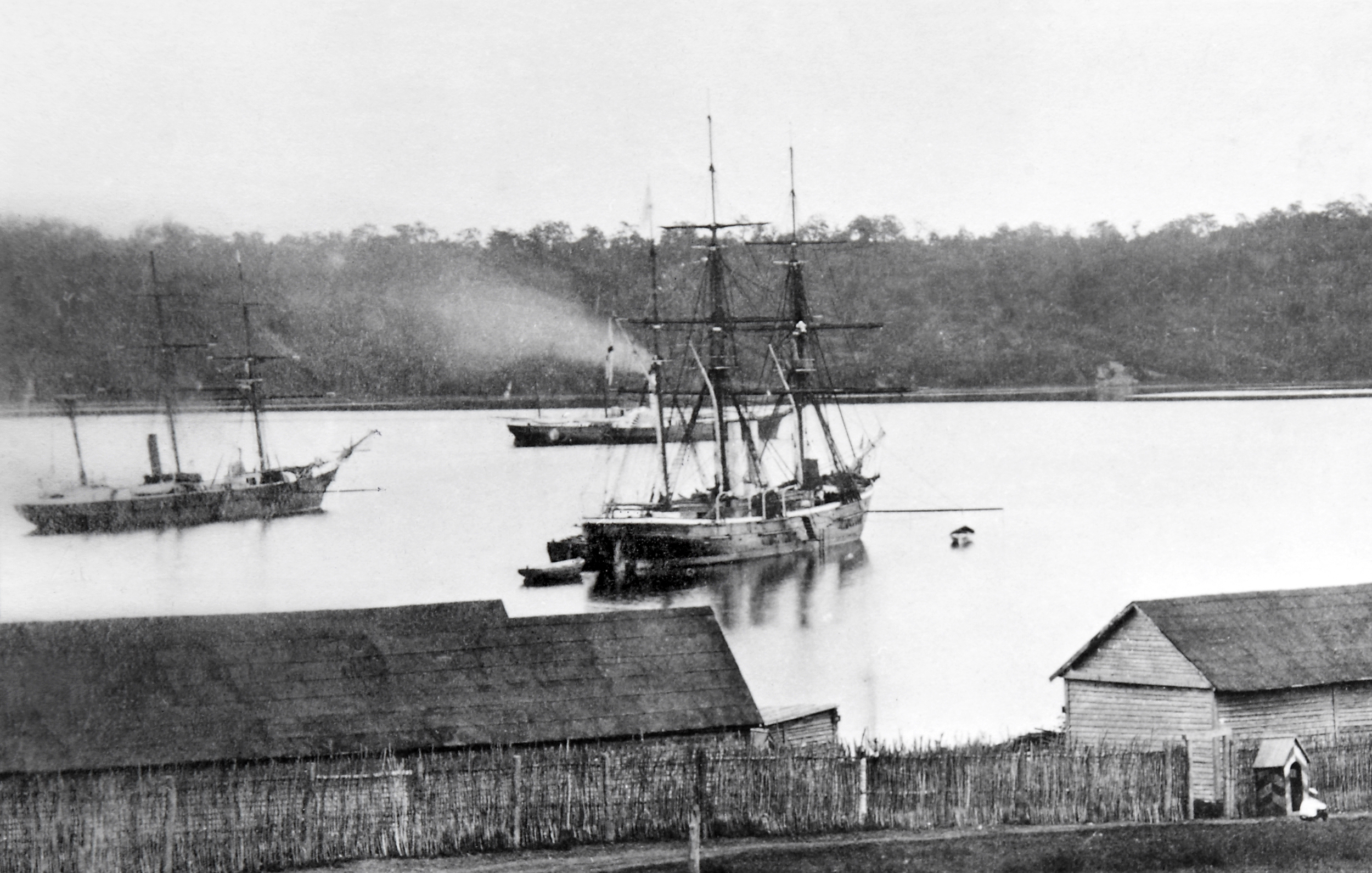
Шхуна «Ермак», пароходо-корвет «Америка» и транспорт «Манджур» в бухте Золотой Рог

Зимовку на 1863 год транспорт провёл в Шанхае, где был введён в док и исправлен. После исправлений «Манджур» и «Америка» должны были прибыть в Николаевск 10 мая, но на «Америке» ремонт значительно затянулся, поэтому «Манджур» отправился один. 30 июня транспорт вышел из Николаевска с начальником эскадры Тихого океана контр-адмиралом А. А. Поповым в Аян и далее к Шантарским островам, но плотные льды не позволили завершить этот рейс, и 7 июля «Манджур» вернулся в Николаевск, где начальник эскадры перешёл на шхуну «Алеут». В один из рейсов, возвращаясь из Хакодате, «Манджур» и «Америка» из-за штормов не смогли выйти из Сангарского пролива и были вынуждены почти два месяца провести в Хакодате. Далее, транспорт ходил с генерал-адъютантом И. С. Лутковским в Татарском проливе к Дуэ, с заходом в залив Де-Кастри для осмотра находившихся там войск. После чего, вновь имея на борту начальника эскадры Тихого океана контр-адмирала А. А. Попова, посетил Аян и ряд других пунктов Охотского побережья. В течение года транспорт находился в плавании между портами Японии, империи Цин и Российскими постами. Всего за период с 1 января по 21 октября 1863 года «Манджур» имел 192 ходовых дня и 102 якорных дня.

### 1864—1869 года

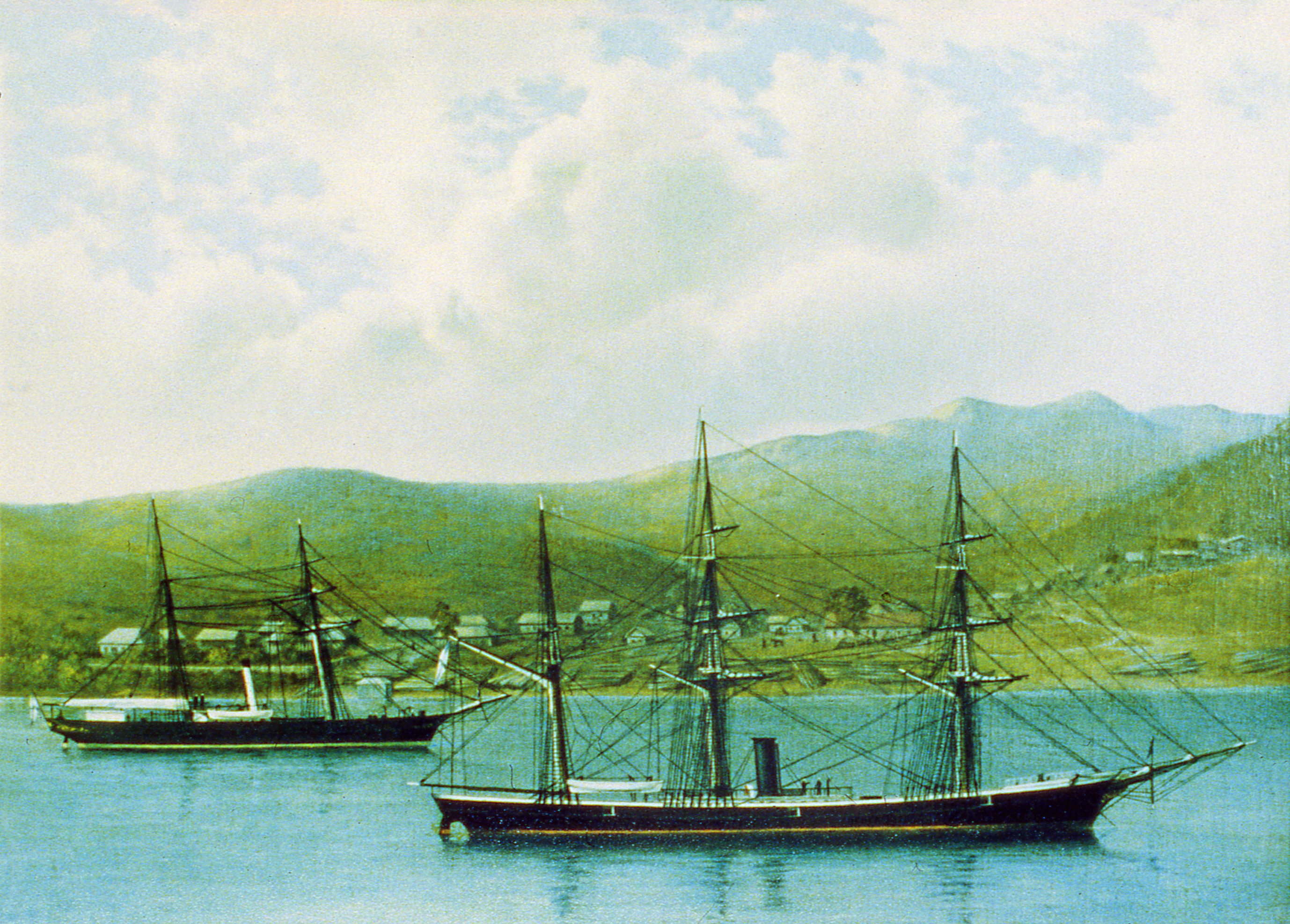
«Манджур» и «Алеут» в бухте Золотой Рог

Осенью 1864 года на плёсе ниже мыса Мео были поставлены на зимний отстой «Манджур» и «Америка», но из-за обильных снегов и ранней и тёплой весны река дала резкий приток воды в русло, и корабли были снесены на грунт. Для их вызволения была срочно командирована землечерпальная машина. Только в июне 1865 года корабли были выведены по прорытому каналу на рейд. После вооружения, 23 июля «Манджур» вступил в строй, и вышел в море.
13 июля в 1869 года «Манджур» доставил в Муравьёвский пост 3-ю и 4-ю роту 4-го Восточно-Сибирского линейного батальона. По прибытии 16 июля в пост адмирала И. В. Фуругельма на пароходо-корвете «Америка», «Манджур» был отправлен в селение Кусун-Котан с подполковником Ф. М. Депрерадовичем, подпоручиком В. К. Шваном и полуротой солдат из 4-го Восточно-Сибирского линейного батальона. 3—4 августа недалеко от Муравьёвского поста и селения Кусун-Котан отряд учредил новый пост, названый Корсаковский.
В середине сентября 1869 года на «Манджуре» под командованием капитана 1-го ранга А. К. Шефнера были отправлены 100 переселенцев на Сахалин в Корсаковский пост.

### Дальнейшая служба
А. К. Шефнер командовал транспортом «Манджур» до 1870 года, включительно. За что получил от императора Александра II «…добавочное жалование по 702 рубля в год за сбережение транспорта „Маньчжуръ“ в течение 10 лет.».
В 1872 году под командованием капитан-лейтенанта Н. Валицкого, а затем капитан-лейтенанта П. И. Рыкова принял участие в переносе военно-морского порта из Николаевска во Владивосток. 3 мая транспорт доставил груз из Нагасаки. С этого же года транспорт получил постоянную прописку в бухте Золотой Рог.
Зимой 1872 года — 1873 года в Нагасаки транспорт был проконопачен, а также была обшита медью подводная часть корпуса.
Капитан-лейтенант Ф. П. Энегельм командовал транспортом в 1873 году.
26 ноября (8 декабря) 1879 года, по изношенности, транспорт отчислен к Владивостокскому порту.
24 декабря 1883 (5 января 1884) года транспорт «Манджур» исключен из списков флота, но ещё до 1885 года находился на хранении во Владивостокском порту. В апреле в связи с обострением обстановки приводился в готовность к буксировке и затоплению в одном из проходов в проливе Босфор Восточный.

## Командиры

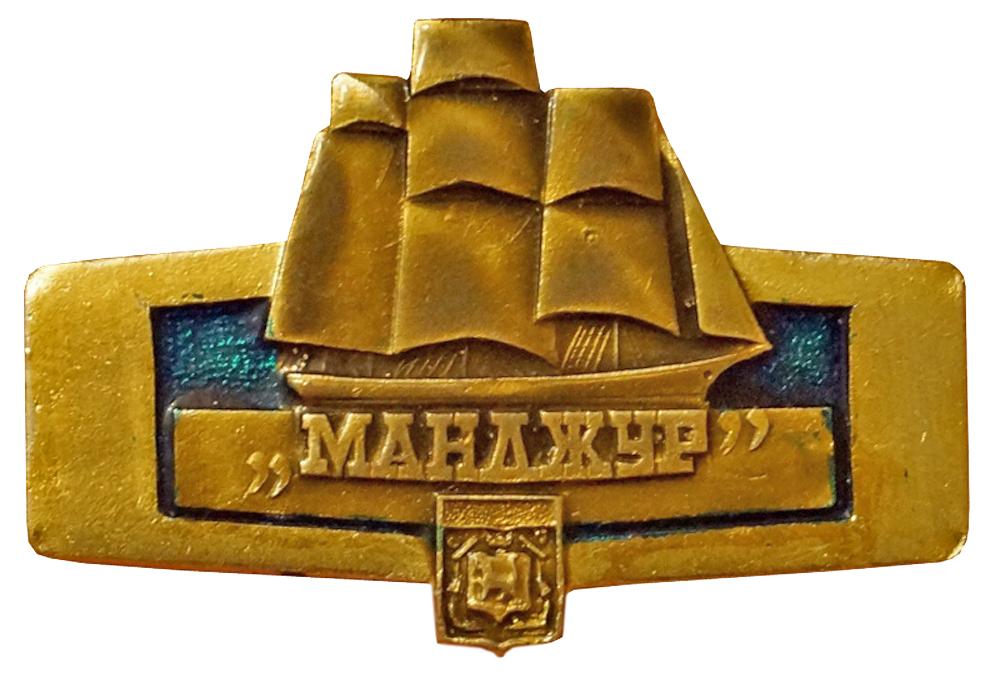
Значок с изображением транспорта «Манджур» и гербом города Владивостока

- ??.06.1858 — ??.??.1858 капитан Томпсон (достроечная и перегоночная команда)
- ??.??.1858 — ??.??.1858 капитан Эллиот (перегоночная команда)
- ??.??.1858 — ??.??.1870 капитан-лейтенант Шефнер Алексей Карлович
- ??.??.187? — ??.??.1872 капитан-лейтенант Н. Валицкий
- ??.??.1872 — ??.??.1872 капитан-лейтенант Рыков Иван Васильевич
- ??.??.1873 — ??.??.187? капитан-лейтенант Энегельм Фёдор Петрович

### Другие должности
- ??.??.1860—??.??.1862 вахтенный начальник лейтенант А. И. Вальд
- ??.??.1869—??.??.1869 вахтенный начальник мичман Б. К. Деливрон[26]

## Память

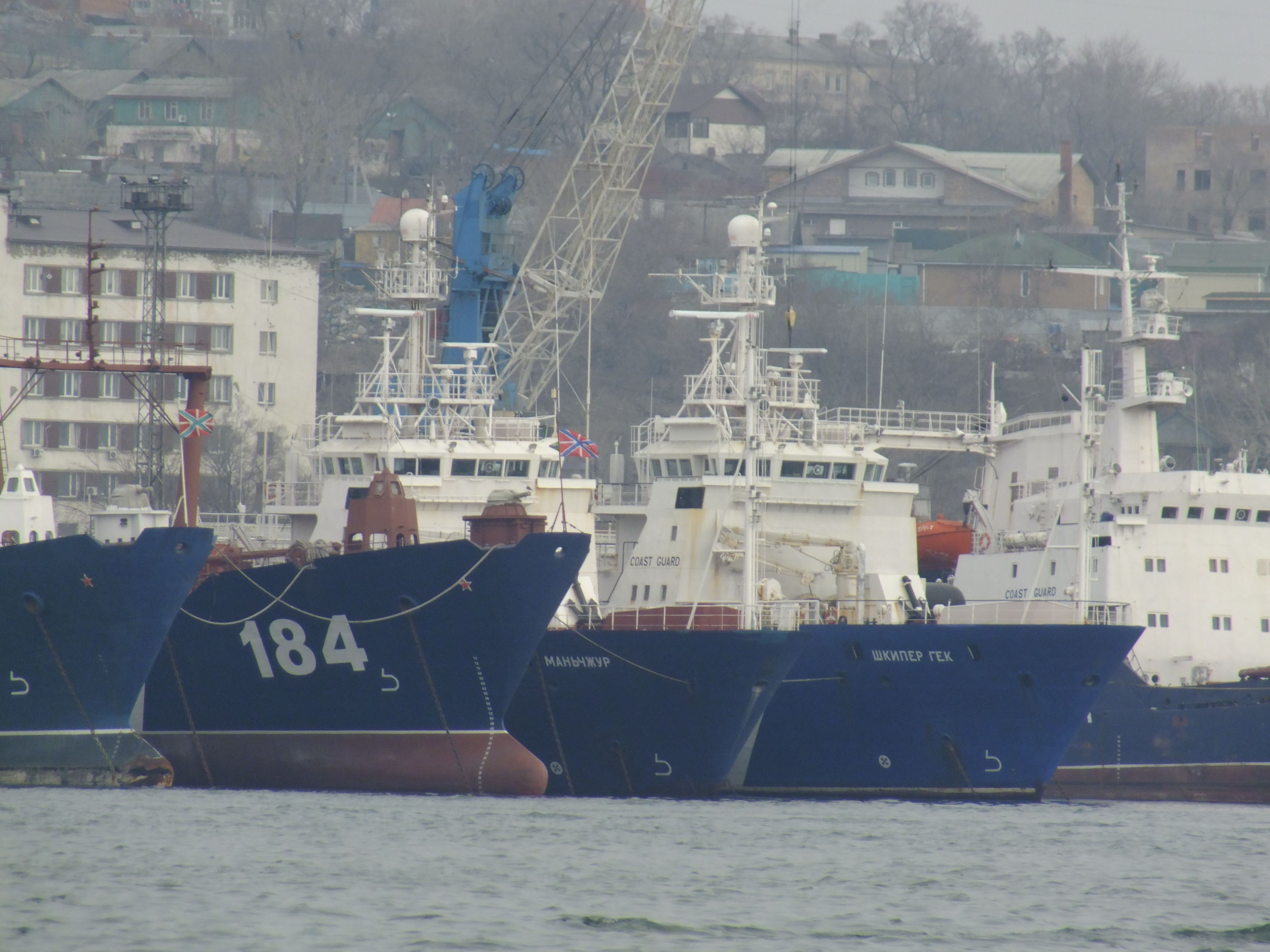
Корабль береговой охраны «Маньчжур» во Владивостоке.

- В честь корабля назван мыс на полуострове Краббе в заливе Посьета;
- Бухта в западной части залива Петра Великого (с 1972 года — бухта Баклан);
- Канонерская лодка «Манджур»;
- Имя «Маньчжур» носит корабль БОХР России проекта 850285
- Силуэт транспорта использован в логотипе владивостокского книжного издательства «Владиздат»;
- Модель транспорта «Маньчжур» венчает ростральную колонну при въезде во Владивосток;
- Верхняя часть ростральной колонны с моделью парусника «Манджур» изображена на 1000-рублёвой банкноте Банка России образца 1995 года.
- Бронзовая модель военного транспорта «Маньчжур» установлена над входом штаба флота во Владивостоке;
- «Манчжур» — название владивостокской морской шипчандлерской компании.

## Интересные факты
П. В. Казакевич и А. Е. Кроун сделали закупки в Северо-Американских Соединённых Штатах для нужд Дальнего Востока общей стоимостью в 1 276 316 рублей 30 копеек.

Закупка контр-адмирала П. В. Казакевича: пароходы «Америка» и «Амур», баржа «Лена», механическое заведение, морские и хирургические инструменты, книги, карты и прочее — всего вместе с доставкой на сумму 335 784 доллара 83 цента, или 478 493 рублей 37 копеек.

Закупка А. Е. Кроуна: (транспорты «Японец» и «Манджур»; паровые: аппарат для вбивания свай, землечерпательная машина, лесопильный завод, молот и проч. — всего с доставкой и другими расходами 519 905 долларов 86 центов, или 740 865 рублей 85 копеек.

Приобретения контр-адмирала И. И. Шанца в Европе для нужд Дальнего Востока:

клипер «Всадник» заказанный в Финляндии стоил 306 197 руб., за корвет «Баян» построенный в Бордо, заплачено 415 717 руб., транспорт «Японец» обошелся в 445 069 руб. 74 коп., а пароход «Камчатка» в 736 776 руб.
В 1860 году с транспорта «Манджур» были сняты 12-фунтовые медные десантные орудия и единственная 24-фунтовая пушко-карронада для обороны Новгородского поста. Они сыграли свою роль в зиму с 1860 года на 1861 год, во время стычки с отрядом из 600 человек Хунь-Чуньского фудутуна. Капитан Черкавский Иван Францевич применил их, сначала пустив для устрашения через головы гранату, разорвавшуюся с большим перелетом. Вслед за ней выстрелила пушка-карронада, ядро которой пробило лед у самых копыт маньчжурских скакунов.
«Манджур» и «Японец» приняли активное участие в основании и строительстве Владивостока, причем экипаж «Японца» в 1860 году по инициативе начальника Отряда судов в Китайском море капитана 1-го ранга Лихачева И. Ф. занял формально принадлежащий Китаю залив Посьета, основав там пост Новгородский. Бот «Суйфун» в 1865 году стал первым кораблем, приписанным к Владивостокскому порту, он осуществлял товаро-пассажирское сообщение между портопунктами залива Петра Великого.
На нём в 1861 году в своём морском плаванье заходил в порт Владивосток воспитанник Николаевского морского училища Макаров Степан Осипович под командой А. К. Шефнера. На следующий год С. О. Макаров продолжил стажировку на «Манджуре».

### Книги
- Алексеев А. И. Как начинался Владивосток. — Владивосток: Дальневосточное книжное издательство, 1985. — 10 000 экз.
- Вадим Шефнер. Снова комментарии к метрике // Имя для птицы или Чаепитие на жёлтой веранде. — М.: Советский писатель, 1976.
- Захарова С. Е., Захарова М. Н., Багрова В. Н., Котухова М. Н. Рождение Владивостока // Тихоокеанский флот. Переиздание 1973 года. — М.: Воениздат, 1966.
- Хисамутдинов А. А. Terra incognita, или Хроника русских путешествий по Приморью и Дальнему Востоку. — Владивосток: Издательство Дальневосточного университета, 1989.
- Трофимов В., Ештокин А. и др. Старый Владивосток. — Владивосток: Утро России, 1992. — 36 000 экз.
- Зайцева Е. Г., Карпов А. А., Коротких О. А. Здесь начинался Приморский край. — Владивосток: Издательский дом «ВладивостокЪ», 2010. — 100 экз.
- Границы Китая: история формирования / Под общ. ред. академика РАН B. C. Мясникова и д.и.н. Е. Д. Степанова. — М., 2001. — 470 с. — (Памятники исторической мысли). — 1000 экз. — ISBN 5-88451-110-8.
- Кокорина И. А. Из истории кораблей, упомянутых в книге А. П. Чехова «Остров Сахалин». — К 150-летию А. П. Чехова. — 2010.
- Коршунов Ю. Л. Генерал-адмиралы Российского императорского флота. — СПб.: Нева, 2003. — 320 с. — ISBN 5-7654-2751-0.
- Обзор заграничных плаваний судов русского военного флота в 1850-1868 годах. — СПб.: Типография Морского Ведомства в Главном Адмиралтействе, 1871. — Т. I. — 702 с.
- Обзор заграничных плаваний судов русского военного флота в 1850-1868 годах. — СПб.: Типография Морского Ведомства в Главном Адмиралтействе, 1871. — Т. II. — 752 с.
- Конкевичъ Л. Г. Шхуна «Первая» // Лѣтопись крушеній и другихъ бѣдственныхъ случаевъ военныхъ судовъ русскаго флота. — СПб.: Типографія Морскаго министерства, 1874.
- Груздев А. И. Береговая черта: имя на карте. Морской топонимический словарь Приморского края. — Владивосток: Дальнаука, 1996. — 244 с.
- Дмитриев Г., Ткачев. В. — Залив Петра Великого. Владивосток, 1981.
- Аммон Г. — Памятные морские даты. Справочник. М., 1987.

### Статьи
- Дрогин Б. И. Парусно-винтовой транспорт «Маньчжур» (рус.) // «Судостроение» : Журнал. — 1978. — № 6. — С. 62.
- Николай Кошелев. Молодые годы славного адмирала // «Прогресс Приморья». — 2015. — 24 декабря (вып. 364, № 50).
- Шефнер А. К. Рапорт командира транспорта «Манджур» к.-л. Шефнера // «Морской сборник» : Журнал. — СПб., 1861. — Июль.
- Гребенщиков А. В. В Бутху и Мэргень по реке Нонни // «Вестник Азии» : Журнал. — Харбин, 1909. — № 2.